# Match de football France – République d'Irlande (2009)
Le match France-République d'Irlande, match de barrage pour la qualification à la Coupe du monde de football 2010, s’est déroulé le 18 novembre 2009 à Saint-Denis au stade de France. Il a vu s’opposer l'équipe de France de football et l’équipe de la république d'Irlande de football. Il s’agit du match retour des barrages joués au terme des matchs éliminatoires permettant de se qualifier pour la coupe du monde. Le match aller s’était soldé par la victoire, à Dublin, de l’équipe de France sur le score de 1 but à 0. Le match a rassemblé plus de 11,7 millions de personnes à la télévision.
Ce match reste marqué par la controverse créée par l’action qui amène l’égalisation française lors de la prolongation : les Français égalisent sur une action de jeu marquée par un double contrôle de la main de Thierry Henry, passeur décisif pour William Gallas. Combiné à la victoire du match aller, le match nul (1-1) qualifie l'équipe de France pour la Coupe du monde. Le but égalisateur français provoque une polémique importante dans les jours suivant la rencontre.

## L'avant match: les barrages
La Coupe du monde est la plus prestigieuse compétition de football. Se qualifier pour la phase finale est un objectif majeur pour les équipes nationales de football. En 2010 a lieu la 19e coupe du monde en Afrique du Sud. La phase finale se déroule pendant les mois de juin et juillet. Les éliminatoires de la zone Europe (UEFA) opposent 53 nations pour 13 places qualificatives. Les 53 pays sont répartis en huit groupes de six équipes et un groupe de cinq équipes, qui se rencontrent en matches aller-retour. Les premiers de chaque groupe sont qualifiés pour la Coupe du monde 2010. Les huit meilleurs deuxièmes participent à un match de barrage (aller-retour), tandis que le neuvième est éliminé. Les quatre vainqueurs de ces matches de barrage sont qualifiés pour la Coupe du monde 2010.

### France et Irlande en Coupe du monde depuis 1990
Au cours des années, le format des éliminatoires n’a que peu varié. Avant 1990, l’Irlande ne s’était jamais qualifiée pour une phase finale de Coupe du monde pendant que la France avait eu comme meilleurs résultats trois demi-finales en 1958, 1982 et 1986. Depuis 1990, les résultats en coupe du monde sont comme suit :
| Phase finale | Pays hôte            | France                            | France     | Irlande                                                                | Irlande          |
| Phase finale | Pays hôte            | Qualification                     | Classement | Qualification                                                          | Classement       |
| ------------ | -------------------- | --------------------------------- | ---------- | ---------------------------------------------------------------------- | ---------------- |
| 1990         | Italie               | Non qualifiée – 3e place Groupe 5 | nq         | Qualifiée - 2e place Groupe 6 (meilleur second)                        | Quarts de finale |
| 1994         | États-Unis           | Non qualifiée – 3e place Groupe 6 | nq         | Qualifiée - 2e place Groupe 3                                          | 2e tour          |
| 1998         | France               | Pays organisateur                 | Vainqueur  | Non qualifiée – 2e place Groupe 8 / Battue en barrages par la Belgique | nq               |
| 2002         | Corée du Sud & Japon | Qualifiée (champion en titre)     | 1er tour   | Qualifiée – 2e place Groupe 2 - Bat en barrage l’Iran                  | 2e tour          |
| 2006         | Allemagne            | Qualifiée – 1er place Groupe 4    | Finaliste  | Non qualifiée – 4e place Groupe 4                                      | nq               |

### Qualifications pour la Coupe du monde 2010
| Rang | Équipe     | Pts | J  | G | N | P | Bp | Bc | Diff |  | Résultats (▼ dom., ► ext.) |     |     |     |     |     |     |
| ---- | ---------- | --- | -- | - | - | - | -- | -- | ---- |  | -------------------------- | --- | --- | --- | --- | --- | --- |
| 1    | Serbie     | 22  | 10 | 7 | 1 | 2 | 22 | 8  | +14  |  | Serbie                     |     | 1-1 | 1-0 | 3-0 | 5-0 | 2-0 |
| 2    | France     | 21  | 10 | 6 | 3 | 1 | 18 | 9  | +9   |  | France                     | 2-1 |     | 3-1 | 1-0 | 1-1 | 5-0 |
| 3    | Autriche   | 14  | 10 | 4 | 2 | 4 | 14 | 15 | -1   |  | Autriche                   | 1-3 | 3-1 |     | 2-1 | 2-1 | 3-1 |
| 4    | Lituanie   | 12  | 10 | 4 | 0 | 6 | 10 | 11 | -1   |  | Lituanie                   | 2-1 | 0-1 | 2-0 |     | 0-1 | 1-0 |
| 5    | Roumanie   | 12  | 10 | 3 | 3 | 4 | 12 | 18 | -6   |  | Roumanie                   | 2-3 | 2-2 | 1-1 | 0-3 |     | 3-1 |
| 6    | Îles Féroé | 4   | 10 | 1 | 1 | 7 | 5  | 20 | -15  |  | Îles Féroé                 | 0-2 | 0-1 | 1-1 | 2-1 | 0-1 |     |

| Rang | Équipe               | Pts | J  | G | N | P | Bp | Bc | Diff |  | Résultats (▼ dom., ► ext.) |     |     |     |     |     |     |
| ---- | -------------------- | --- | -- | - | - | - | -- | -- | ---- |  | -------------------------- | --- | --- | --- | --- | --- | --- |
| 1    | Italie               | 24  | 10 | 7 | 3 | 0 | 18 | 7  | +11  |  | Italie                     |     | 1-1 | 2-0 | 3-2 | 2-1 | 2-0 |
| 2    | République d'Irlande | 18  | 10 | 4 | 6 | 0 | 12 | 8  | +4   |  | République d'Irlande       | 2-2 |     | 1-1 | 1-0 | 0-0 | 2-1 |
| 3    | Bulgarie             | 14  | 10 | 3 | 5 | 2 | 17 | 13 | +4   |  | Bulgarie                   | 0-0 | 1-1 |     | 2-0 | 4-1 | 6-2 |
| 4    | Chypre               | 9   | 10 | 2 | 3 | 5 | 14 | 16 | -2   |  | Chypre                     | 1-2 | 1-2 | 4-1 |     | 2-2 | 2-1 |
| 5    | Monténégro           | 9   | 10 | 1 | 6 | 3 | 9  | 14 | -5   |  | Monténégro                 | 0-2 | 0-0 | 2-2 | 1-1 |     | 2-1 |
| 6    | Géorgie              | 3   | 10 | 0 | 3 | 7 | 7  | 19 | -12  |  | Géorgie                    | 0-2 | 1-2 | 0-0 | 1-1 | 0-0 |     |

Les règles pour la qualification à la Coupe du monde prévoient deux phases : la première permet à toutes les équipes ayant terminé en tête de leur poule de se qualifier directement, la deuxième est un tour de barrages mettant aux prises les huit meilleurs deuxièmes des différentes poules de qualification. La France et l’Irlande ont toutes les deux échoué dans leur tentative de terminer à la première place devancées respectivement par la Serbie et l’Italie.
Le tirage au sort des matchs de barrage a lieu à Zurich le 19 octobre 2009 après que la FIFA eut quelques jours auparavant annoncé qu’elle mettait en place un système de têtes de série. Les huit équipes qualifiées sont réparties en deux chapeaux. Dans le premier on retrouve la France, le Portugal, la Grèce et la Russie, dans le deuxième, l’Irlande, la Bosnie-Herzégovine, la Slovénie et l’Ukraine. Le sort désigne alors l’Irlande comme adversaire de la France, le match aller devant être disputé en Irlande et le match retour en France.

### Le match aller à Dublin
| 14 novembre 2009 | République d'Irlande | 0 – 1 | France     | Croke Park, Dublin                           |                                              |
| 20:00 UTC+0      |                      |       | Anelka 72e | Spectateurs : 74 103 Arbitrage : Felix Brych | Spectateurs : 74 103 Arbitrage : Felix Brych |
| 20:00 UTC+0      | Rapport              |       |            | Spectateurs : 74 103 Arbitrage : Felix Brych | Spectateurs : 74 103 Arbitrage : Felix Brych |

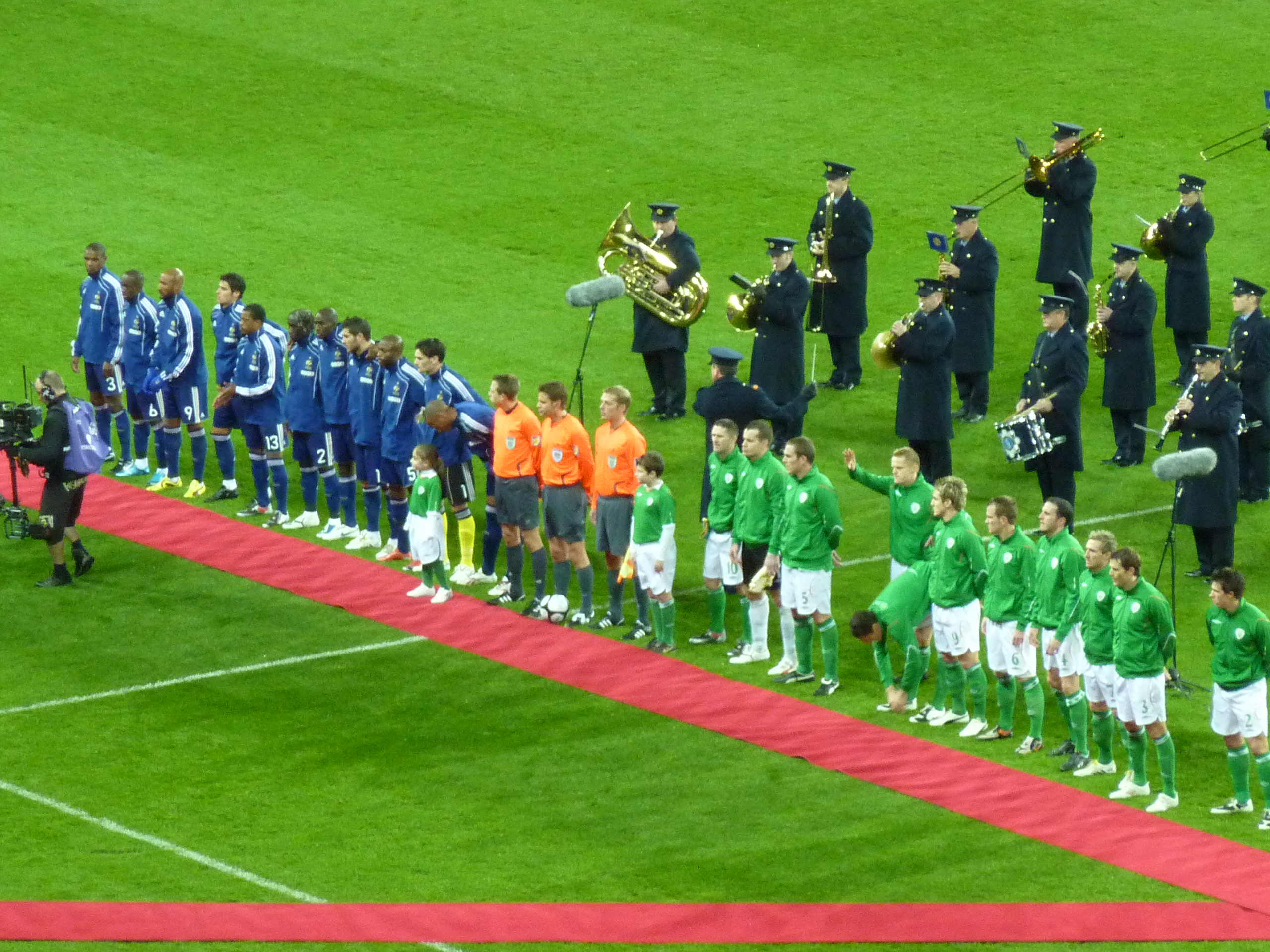
Les deux équipes alignées avant le début du match aller à Dublin

Le match aller, disputé dans le stade de Croke Park se solde par une victoire de l'équipe de France sur le score de 1 but à 0. Le but a été marqué par Nicolas Anelka à la 72e minute sur un tir dévié par un défenseur irlandais.
L'avantage est donc important pour la France en vue de la qualification à la vue du règlement : 
1. L'équipe qui marque le plus de buts sur l'ensemble des deux matchs est qualifiée;
2. Si le score est de parité sur l'ensemble des deux matchs, l'équipe ayant marqué le plus grand nombre de buts à l'extérieur est qualifiée;
3. Si la parité est toujours établie, une prolongation de 30 minutes est jouée.
4. Si le score est toujours à égalité à l'issue de la prolongation, l'équipe ayant marqué le plus grand nombre de buts à l'extérieur est qualifiée; (=s'il y a eu des buts durant la prolongation, l'équipe ayant joué la prolongation à l'extérieur se qualifie)
5. Si aucun but n'a été marqué durant la prolongation, une séance de tirs au but est organisée pour départager définitivement les deux équipes.

La France repart donc de Dublin avec un avantage d'un but. Pour l'emporter dans ces barrages, elle doit au match retour soit l'emporter soit faire match nul. De son côté l'Irlande est condamnée à l'emporter en marquant au moins deux buts.

## Le match

### La feuille de match
| Titulaires :     |                     |     |
|                  |                     |     |
| 01               | Hugo Lloris         |     |
| 02               | Bacary Sagna        |     |
| 04               | Julien Escudé       | 9e  |
| 05               | William Gallas      |     |
| 06               | Lassana Diarra      |     |
| 08               | Yoann Gourcuff      | 88e |
| 09               | Nicolas Anelka      |     |
| 11               | André-Pierre Gignac | 57e |
| 12               | Thierry Henry       |     |
| 13               | Patrice Évra        |     |
| 18               | Alou Diarra         |     |
|                  |                     |     |
| Remplaçants :    |                     |     |
| 03               | Loïc Rémy           |     |
| 07               | Moussa Sissoko      |     |
| 10               | Karim Benzema       |     |
| 14               | Sidney Govou        | 57e |
| 15               | Florent Malouda     | 88e |
| 16               | Steve Mandanda      |     |
| 17               | Sébastien Squillaci | 9e  |
|                  |                     |     |
| Sélectionneur :  |                     |     |
| Raymond Domenech |                     |     |

| Titulaires :        |                |      |
|                     |                |      |
| 01                  | Shay Given     |      |
| 02                  | Seán St Ledger |      |
| 03                  | Kevin Kilbane  |      |
| 04                  | John O'Shea    | 67e  |
| 05                  | Richard Dunne  |      |
| 06                  | Glenn Whelan   | 63e  |
| 07                  | Liam Lawrence  | 107e |
| 08                  | Keith Andrews  |      |
| 09                  | Kevin Doyle    |      |
| 10                  | Robbie Keane   |      |
| 11                  | Damien Duff    |      |
|                     |                |      |
| Remplaçants :       |                |      |
| 12                  | Aiden McGeady  | 107e |
| 13                  | Paul McShane   | 67e  |
| 14                  | Stephen Kelly  |      |
| 15                  | Darron Gibson  | 63e  |
| 16                  | Brian Murphy   |      |
| 17                  | Stephen Hunt   |      |
| 18                  | Leon Best      |      |
|                     |                |      |
| Sélectionneur :     |                |      |
| Giovanni Trapattoni |                |      |

| Titulaires :     |                     |     |
|                  |                     |     |
| 01               | Hugo Lloris         |     |
| 02               | Bacary Sagna        |     |
| 04               | Julien Escudé       | 9e  |
| 05               | William Gallas      |     |
| 06               | Lassana Diarra      |     |
| 08               | Yoann Gourcuff      | 88e |
| 09               | Nicolas Anelka      |     |
| 11               | André-Pierre Gignac | 57e |
| 12               | Thierry Henry       |     |
| 13               | Patrice Évra        |     |
| 18               | Alou Diarra         |     |
|                  |                     |     |
| Remplaçants :    |                     |     |
| 03               | Loïc Rémy           |     |
| 07               | Moussa Sissoko      |     |
| 10               | Karim Benzema       |     |
| 14               | Sidney Govou        | 57e |
| 15               | Florent Malouda     | 88e |
| 16               | Steve Mandanda      |     |
| 17               | Sébastien Squillaci | 9e  |
|                  |                     |     |
| Sélectionneur :  |                     |     |
| Raymond Domenech |                     |     |

| Titulaires :        |                |      |
|                     |                |      |
| 01                  | Shay Given     |      |
| 02                  | Seán St Ledger |      |
| 03                  | Kevin Kilbane  |      |
| 04                  | John O'Shea    | 67e  |
| 05                  | Richard Dunne  |      |
| 06                  | Glenn Whelan   | 63e  |
| 07                  | Liam Lawrence  | 107e |
| 08                  | Keith Andrews  |      |
| 09                  | Kevin Doyle    |      |
| 10                  | Robbie Keane   |      |
| 11                  | Damien Duff    |      |
|                     |                |      |
| Remplaçants :       |                |      |
| 12                  | Aiden McGeady  | 107e |
| 13                  | Paul McShane   | 67e  |
| 14                  | Stephen Kelly  |      |
| 15                  | Darron Gibson  | 63e  |
| 16                  | Brian Murphy   |      |
| 17                  | Stephen Hunt   |      |
| 18                  | Leon Best      |      |
|                     |                |      |
| Sélectionneur :     |                |      |
| Giovanni Trapattoni |                |      |

### Le déroulement du match

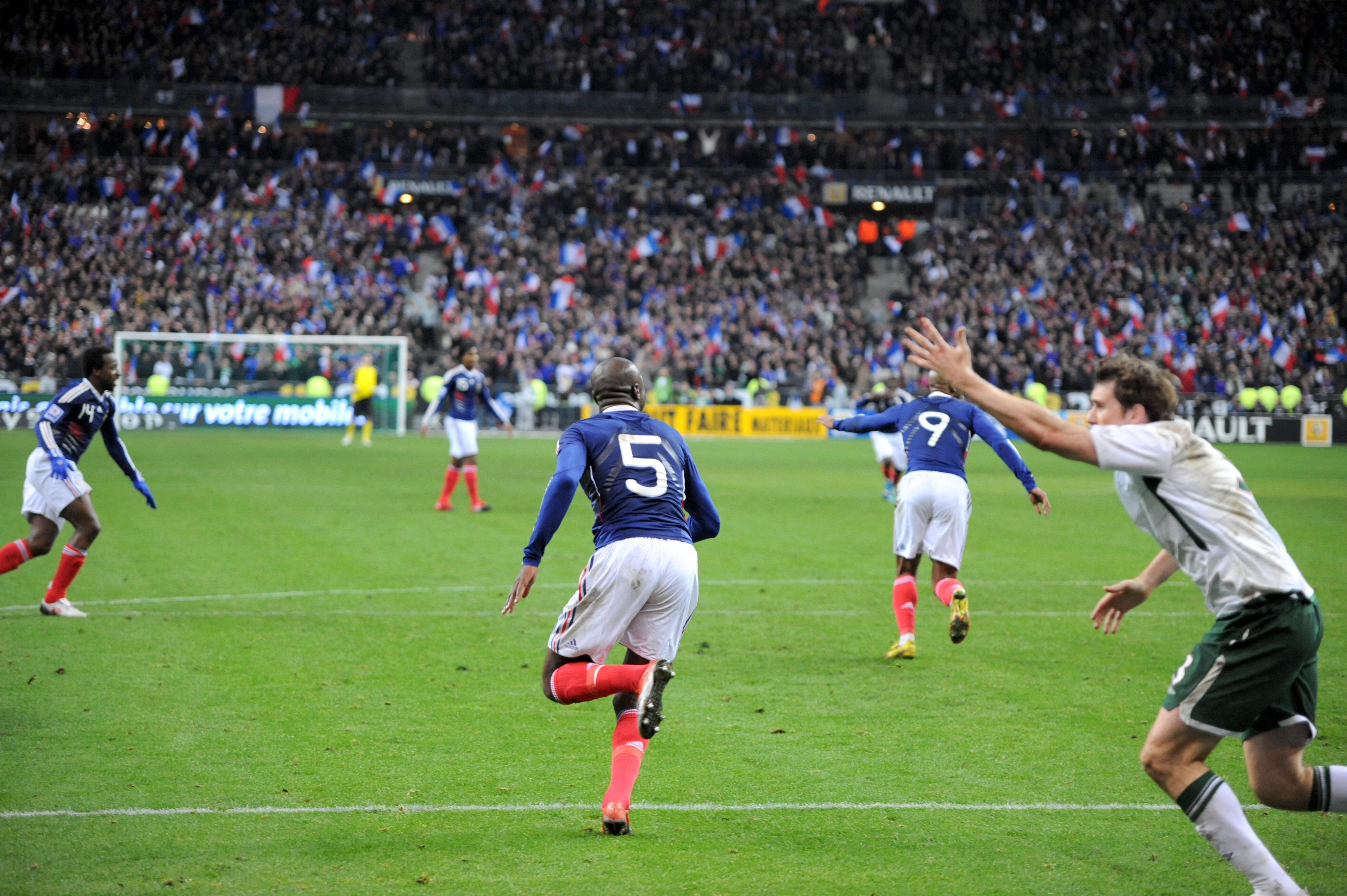
William Gallas part fêter son but avec ses coéquipiers tandis que le défenseur Kevin Kilbane réclame une faute de main, le 18 novembre 2009 au Stade de France, durant le match France-Irlande.

Ce que beaucoup de personnes retiennent de ce match est l’incident qui s’est déroulé pendant la première période de la prolongation. À la 103e minute, Florent Malouda tire un coup franc à la hauteur du rond central dans la moitié de terrain irlandaise. Le ballon passe au-dessus de la défense irlandaise et est contrôlé par Thierry Henry qui s’enfonce dans la surface de réparation sur le côté gauche. Dans la zone des six mètres irlandais, le long de la ligne de fond du terrain, il contrôle deux fois la balle avec la main gauche empêchant ainsi la balle de sortir des limites du terrain, avant de centrer devant le but déserté par le gardien irlandais Shay Given. La balle est reprise de la tête par William Gallas qui marque le but de l’égalisation, synonyme de qualification pour l’équipe de France.
Tous les joueurs irlandais se précipitent à la suite de Given pour protester auprès de l’arbitre Martin Hansson qui vient de valider le but.

## L'après match: la polémique de la main
L'après match est marqué par la polémique autour de la main du joueur français Thierry Henry. Les Irlandais demandent à la FIFA de faire rejouer le match, ou de participer quand même à la coupe du monde mais la FIFA refuse ces deux propositions. Des personnes comme Arsène Wenger défendent Thierry Henry en disant notamment que l'on ne peut pas oublier 15 ans de professionnalisme à cause d'une main et que les Irlandais auraient fait la même chose. Mais d'autres comme Éric Cantona ne sont pas du même avis. Celui-ci déclare que ce n'est pas la main le pire mais sa réaction après le but, comme le fait qu'il se soit assis à côté d'un Irlandais pour le consoler à la fin du match.

### Position de la FIFA
Le 18 janvier 2010, la commission de discipline de la FIFA se réunit pour juger la faute de main de Thierry Henry. Elle décide de ne pas punir Thierry Henry après sa main contre l'Irlande, lors des barrages de la Coupe du monde 2010. « Aucun texte juridique ne permet de sanctionner un fait ayant échappé aux officiels », s'est justifié l'organe de la FIFA.
La FIFA refuse de faire rejouer le match, comme demandé par la Fédération d'Irlande, mais lui offre 5 millions de dollars pour clore le dossier – une information révélée en 2015.
Le 18 novembre 2019, à l'occasion des dix ans du scandale, Raymond Domenech en tant que chroniqueur dans L'Équipe d'Estelle sur la chaîne l'Équipe évoque le fait que Thierry Henry a été pointé du doigt injustement alors que Diego Maradona est devenu une légende avec sa main de Dieu contre l'Angleterre lors de la Coupe du Monde 1986.